# إسحاق ليون كاندل
إسحاق ليون كاندل (بالإنجليزية: Isaac Leon Kandel)‏ هو تربوي أمريكي، ولد في 1881 في بوتوشاني في رومانيا، وتوفي في 1965 في جنيف في سويسرا.